# プロトスタイリッド
プロトスタイリッド (protostylid、原錐茎状突起とも) は歯の形態異常の一つ。下顎大臼歯近心頬側面に出現する、過剰結節。Dahlbergが1950年に命名した。
同部位に発生する臼傍結節とは成因が異なるものと考えられている。